# Army Men: World War
Army Men: World War (Army Men: Operation Meltdown в Европе) — шутер от третьего лица (тактика в реальном времени в версии для Microsoft Windows), разработанный и опубликованный The 3DO Company для PlayStation и Windows.

## Обзор

### Версия для Playstation
Версия игры на PlayStation — это шутер от третьего лица, подобный Army Men 3D с сильным акцентом на быстрый бой и критическое мышление, в отличие от
Sarge’s Heroes, игрок может использовать транспортные средства, а кампания имеет более реалистичный и песчаный тон, чем многие игры серии Army Men

### Версия для PC
Версия для ПК больше похожа на её предшественников (Army Men, Army Men II и Toys in Space), но больше внимания уделяет управлению солдатами.
Эта версия игры часто считалась лучшим мультиплеерным Army Men поклонниками за его надежный игровой процесс, который позволил много стратегических решений

## Сюжет
Продолжая бестселлер Amry Men 3D, вы ведёте Зелёную армию в жестокой битве против армии Тана. Осторожно направляйте свои войска через смертельный шквал огня противника на более чем 16 миссиях, охватывающих 5 различных ландшафтов. Только лучшие военные умы будут преобладать в этой пылающей битве наземной пехоты. Тонны оружия в вашем распоряжении, например гаубица, измельчитель пластмассы с двойным пулемётом калибра 0.50 или тихое копьё с острым наконечником. Никогда прежде пластиковая война не достигала такого размера и масштаба.

## Отзывы
| Сводный рейтинг | Сводный рейтинг           |
| Агрегатор       | Оценка                    |
| --------------- | ------------------------- |
| GameRankings    | (PC) 58,12 % 47,57 % (PS) |
| Metacritic      | (PS) 50/100               |

Army Men: World War получила смешанные и негативные отзывы. Агрегаторы обзоров GameRankings и Metacritic дали версии для ПК 58,12 % и версии на PlayStation 47,57 % и 50/100.